# Ansvarholmen
Ansvarholmen is een onbewoond eiland in de Zweedse Kalixälven. Het eiland heeft geen oeververbinding. Het meet ongeveer 6 hectare. Het ligt 4 kilometer ten zuiden van Jockfall.